# Abramelin (Band)
Abramelin war eine australische Death-Metal-Band aus Melbourne, die im Jahr 1988 unter dem Namen Acheron gegründet wurde und sich 2002 auflöste.

## Geschichte
Die Band wurde im Jahr 1988 vom Gitarristen David Abbott unter dem Namen Acheron gegründet. Durch den Sänger Simon Dower, den Gitarristen Jason Black, den Bassisten Derek Ackary und den Schlagzeuger Michael Colton wurde die Besetzung vervollständigt. Nachdem Black durch Tim Aldridge ersetzt worden war, wurde 1990 ein erstes Demo namens Eternal Suffering aufgenommen. Danach übernahmen Jason Dutton und Justin Wornes die Positionen von Colton und Ackary. Bei dem französischen Label Corpse Grinder Records erschien im Jahr 1991 die EP Deprived of Afterlife. Ein Lied dieser Veröffentlichung war zudem später auf dem Sampler Appointment With Fear zu hören. Nach dem Erscheinen der EP verließ Dutton die Band, welcher durch Craig Bailey ersetzt wurde. Ein weiteres Ausscheiden eines Bandmitglieds ereignete sich 1992, als David Abott die Band verließ und kurzzeitig durch Jason Kells (Disembowelment) ersetzt wurde, ehe Mark „Shulby“ Schuliga seinen Platz übernahm. Von 1992 bis 1994 ging die Band zusammen mit Carcass auf Tour und hielt zudem Auftritte mit Morbid Angel und Pungent Stench ab. 1994 verließ Bailey die Band, woraufhin Euan Heriot das Schlagzeug übernahm. Danach bemerkte die Band, dass es bereits eine gleichnamige US-amerikanische Band gab, sodass man sich in Abramelin, nach einem Alchemisten aus dem 14. Jahrhundert, umbenannte (siehe Abraham von Worms).
Die erste Veröffentlichung unter neuem Namen erfolgte über Dark Oceans Productions mit der EP Transgression from Acheron, wonach Schuliga die Band verließ. Über Thrust Records, einem Sublabel des australischen Labels Shock Records, erschien im Jahr 1995 das selbstbetitelte Debütalbum. Das Album enthält unter anderem eine Coverversion des Dead-Can-Dance-Liedes Cantara. Im Westen Australiens sowie später auf anderen Märkten wurde der Tonträger aufgrund seiner Texten, die explizit Gewalt gegen Kinder und Nekrophilie behandelten, wieder aus dem Handel genommen. Nach dem Erscheinen kam Rob Mollica als neuer Gitarrist zur Gruppe. Etwas später verließ auch der Schlagzeuger Heriot die Band, um sich den beiden Bands Blood Duster und Fracture widmen zu können. Heriots Platz wurde wiederum kurzzeitig durch den ehemaligen Blood-Duster-Schlagzeuger Matt Rizzo ersetzt, ehe Matt Sanders als Ersatz hinzukam. In der Zwischenzeit hielt die Gruppe im Jahr 1996 zusammen mit Cathedral und Paradise Lost Auftritte in Australien ab.
Ende 1997 spielte Abramelin auf dem Metal for the Brain und begann zudem die Arbeiten an einem weiteren Album. Währenddessen wurde das Debütalbum bei Repulse Records außerhalb Australiens wiederveröffentlicht. In Australien selbst geschah die Wiederveröffentlichung bei Shock Records. In Australien enthielt diese die EP Transgression from Acheron als Bonus, allerdings wurde kein Textbuch beigelegt, um die Probleme bei der ursprünglichen Veröffentlichung zu vermeiden. In der Folgezeit schlossen sich Auftritte an. Zudem nahm man das nächste Album Deadspeak auf. Das Schlagzeug wurde anfangs von Sanders eingespielt, wurde aber später mit einem Drumcomputer neu aufgenommen. Die Veröffentlichung des Albums fand Mitte 2000 bei Shock Records statt, worauf die Band nur aus Dower als Sänger und Aldrige an allen anderen Instrumenten bestand. Im selben Jahr spielte die Band wieder auf dem Metal for the Brain. 2001 ging die Gruppe zusammen mit Cradle of Filth auf Tournee. Bei dieser Tour bestand die Gruppe aus Dower, Aldridge, Rizzo, dem Gitarristen Matt Wilcock und dem Bassisten Grant Karajic. Danach kam es zur Auflösung der Band. Wilcock trat Steel Affliction, The Berzerker und Akercocke bei, während Rizzo wieder Mitglied bei Blood Duster war. In ihrer Karriere konnte die Band unter anderem zusammen mit Napalm Death, Deicide und Cannibal Corpse spielen. 2013 erschien über Century Media die Kompilation, die alle Veröffentlichungen aus der gesamten Schaffenszeit der Band, die sich von 1988 bis 2002 belief, enthält. Zudem sind auch 15 bisher unveröffentlichte Lieder, Live-Mitschnitte und Probeaufnahmen mitverwendet worden.

## Stil
Laut Bart Gabriel von voicesfromthedarkside.de kann man die Unterschiede der verschiedenen Tonträger auf der Kompilation Transgressing the Afterlife - The Complete Recordings 1988-2002 deutlich merken. Die Musik sei jedoch immer dem Death Metal zuzuordnen. In einem Teil spiele die Band Musik im Stil von NunSlaughter, Cianide und Deceased..., während in einem anderen klassischer Death Metal wie ihn Mortician und Necrophagia spielen und in einem weiteren Death Metal im Stil von US-Bands wie Cannibal Corpse und Obituary zu hören sei. Die Musik sei brutal und extrem und von hoher Qualität.

## Diskografie
als Acheron
- 1990: Eternal Suffering (Demo, Eigenveröffentlichung)
- 1991: Deprived of Afterlife (EP, Corpse Grinder Records)
- 1992: Promo 1992 (Demo, Eigenveröffentlichung)

als Abramelin
- 1994: Transgression from Acheron (EP, Dark Oceans Productions)
- 1995: Abramelin (Album, Thurst Records)
- 2000: Deadspeak (Album, Shock Records)
- 2013: Transgressing the Afterlife - The Complete Recordings 1988-2002 (Kompilation, Century Media)